# エスキバ・ファルカオ
- エスキバ・ファルカン
- エスキバ・ファルカオ・フローレンチーノ

エスキバ・ファルカオ（Esquiva Falcão、1989年12月12日 - ）は、ブラジルのプロボクサー。エスピリトサント州ヴィトーリア出身。ロンドンオリンピックのミドル級銀メダリスト。兄はロンドンオリンピックのライトヘビー級銅メダリストのヤマグチ・ファルカン。父母姓を合わせたフルネームはエスキバ・ファルカオ・フローレンチーノ (Esquiva Falcão Florentino) 。

## 来歴

### アマチュア時代
2009年、バクーで開催されたAIBAプレジデントカップ国際トーナメントにウェルター級 (69kg) で出場するが準々決勝で敗退。
2011年、ベネズエラのクマナで開催されたパンアメリカン競技大会予選会にミドル級 (75kg) で出場するが1回戦で敗退。バクーで開催された世界選手権にミドル級 (75kg) で出場し、準決勝で日本の村田諒太に敗れ銅メダルを獲得した。
2012年、ロンドンオリンピックにミドル級 (75kg) で出場し、決勝で村田に敗れたものの銀メダルを獲得した。
2013年、カザフスタンのアルマトイで開催された世界選手権にミドル級 (75kg) で出場するが2回戦で敗退した。

### プロ転向後
プロに転向しボブ・アラムのトップランクと契約を交わした。
2014年2月15日、ロサンゼルス郊外のハワイアン・ガーデン内のC.ロベルト・リー・センターでプロデビュー戦を行い、ダウンこそ奪えなかったが連打で一気に畳みかけ、4回2分36秒TKO勝ちで白星でデビューを飾った。
2023年2月8日、IBFからIBF世界ミドル級王者のゲンナジー・ゴロフキンとの指名試合を行うよう指令されていたが、ゴロフキンが王座を返上した為、IBF世界ミドル級3位のビンセンツォ・グアルティエリとの王座決定戦を行うようIBFから通達された。
2023年5月2日、ファルカオとグアルティエリとの間で行われるIBF世界ミドル級王座決定戦の興行権に関する入札で、ファルカオを擁するトップランクが375,000ドルで入札したのに対し、グアルティエリを擁するアルゴ・スポーツが410,000ドル（約5900万円）で落札し、両選手の報酬は205,000ドル（約2900万円）ずつとなった。
2023年7月1日、ヴッパータールのウニハーレ・ヴッパータールでビンセンツォ・グアルティエリとIBF世界ミドル級王座決定戦を行い、プロ転向31試合目で初黒星となる、12回判定負けを喫し、王座獲得に失敗した。なお、この敗戦を受けてトップランクはファルカオを解雇した。

## 戦績
- アマチュアボクシング：230戦 215勝 15敗[10]
- プロボクシング：31戦 30勝（20KO）1敗

| 戦           | 日付           | 勝敗 | 時間    | 内容        | 対戦相手                                 | 国籍           | 備考                        |
| ------------ | -------------- | ---- | ------- | ----------- | ---------------------------------------- | -------------- | --------------------------- |
| 1            | 2013年12月7日  | ☆    | 4R 2:36 | TKO         | ジョシュア・ロバートソン                 | アメリカ合衆国 | プロデビュー戦              |
| 2            | 2014年2月22日  | ☆    | 6R      | 判定3-0     | エイサン・ペーニャ                       | アメリカ合衆国 |                             |
| 3            | 2014年5月31日  | ☆    | 6R      | 判定3-0     | 李恩彰                                   | 韓国           |                             |
| 4            | 2014年8月9日   | ☆    | 2R 0:43 | KO          | マルコム・テリー                         | アメリカ合衆国 |                             |
| 5            | 2014年10月4日  | ☆    | 2R 1:42 | TKO         | オースティン・マーカム                   | アメリカ合衆国 |                             |
| 6            | 2014年12月6日  | ☆    | 5R 1:31 | TKO         | レニー・ダルダール                       | アメリカ合衆国 |                             |
| 7            | 2015年2月28日  | ☆    | 2R 2:22 | TKO         | マイク・ツファリエッロ                   | アメリカ合衆国 |                             |
| 8            | 2015年4月11日  | ☆    | 6R      | 判定3-0     | オマル・ロハス                           | アメリカ合衆国 |                             |
| 9            | 2015年5月8日   | ☆    | 3R 終了 | TKO         | ポール・ハーネス                         | アメリカ合衆国 |                             |
| 10           | 2015年6月26日  | ☆    | 4R 0:45 | TKO         | アーロン・ドレイク                       | アメリカ合衆国 |                             |
| 11           | 2015年9月26日  | ☆    | 2R 1:50 | KO          | ゾルタン・パップ                         | ハンガリー     |                             |
| 12           | 2015年12月12日 | ☆    | 4R 2:26 | TKO         | ヘクター・ムニョス                       | アメリカ合衆国 |                             |
| 13           | 2016年3月19日  | ☆    | 5R 1:48 | TKO         | ジョー・マクリーディー                   | アメリカ合衆国 |                             |
| 14           | 2016年5月14日  | ☆    | 4R 1:31 | TKO         | パウル・バレンスエラ・ジュニア           | メキシコ       |                             |
| 15           | 2016年10月28日 | ☆    | 6R 終了 | TKO         | ホスエ・オバンドー                       | メキシコ       |                             |
| 16           | 2016年12月2日  | ☆    | 8R      | 判定3-0     | ルイス・エルナンデス                     | プエルトリコ   |                             |
| 17           | 2017年2月17日  | ☆    | 8R      | 判定3-0     | ハイメ・バルボッサ                       | コスタリカ     |                             |
| 18           | 2017年8月5日   | ☆    | 8R      | 判定3-0     | ノルベルト・ゴンサレス                   | メキシコ       |                             |
| 19           | 2017年11月3日  | ☆    | 7R 2:43 | TKO         | ホセ・ミゲル・ファンディーニョ           | スペイン       |                             |
| 20           | 2018年3月10日  | ☆    | 1R 2:06 | KO          | セルリム・ラルビ                         | フランス       |                             |
| 21           | 2018年7月28日  | ☆    | 1R 1:38 | KO          | ホナタン・タビラ                         | メキシコ       |                             |
| 22           | 2018年10月20日 | ☆    | 10R     | 判定3-0     | ギド・ニコラス・ピット                   | アルゼンチン   |                             |
| 23           | 2019年3月31日  | ☆    | 10R     | 判定3-0     | ホルヘ・ダニエル・ミランダ               | アルゼンチン   |                             |
| 24           | 2019年7月19日  | ☆    | 8R 1:35 | TKO         | ヘスス・アントニオ・グティエレス         | メキシコ       |                             |
| 25           | 2019年11月9日  | ☆    | 3R 2:18 | KO          | マニー・ウッズ                           | アメリカ合衆国 |                             |
| 26           | 2020年2月29日  | ☆    | 5R 終了 | TKO         | ホルヘ・ダニエル・ミランダ               | アルゼンチン   |                             |
| 27           | 2020年8月29日  | ☆    | 1R 1:12 | TKO         | モラマ・デイスワ・デ・アラウホ・サントス | ブラジル       |                             |
| 28           | 2021年2月20日  | ☆    | 4R 終了 | TKO         | アルツール・アカボフ                     | ロシア         |                             |
| 29           | 2021年11月20日 | ☆    | 6R 2:18 | 負傷判定2-1 | パトリス・ボルニー                       | カナダ         | IBF世界ミドル級挑戦者決定戦 |
| 30           | 2022年5月29日  | ☆    | 10R     | 判定3-0     | クリスティアン・ファビアン・リオス       | アルゼンチン   |                             |
| 31           | 2023年7月1日   | ★    | 12R     | 判定0-3     | ビンセンツォ・グアルティエリ             | ドイツ         | IBF世界ミドル級王座決定戦   |
| テンプレート |                |      |         |             |                                          |                |                             |